# Joost Barbiers

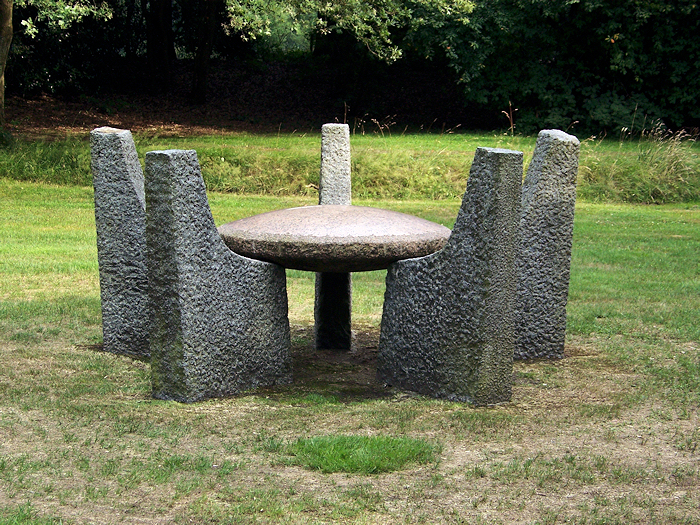
Zonnetafel (Solarenergietafel) in Valthe

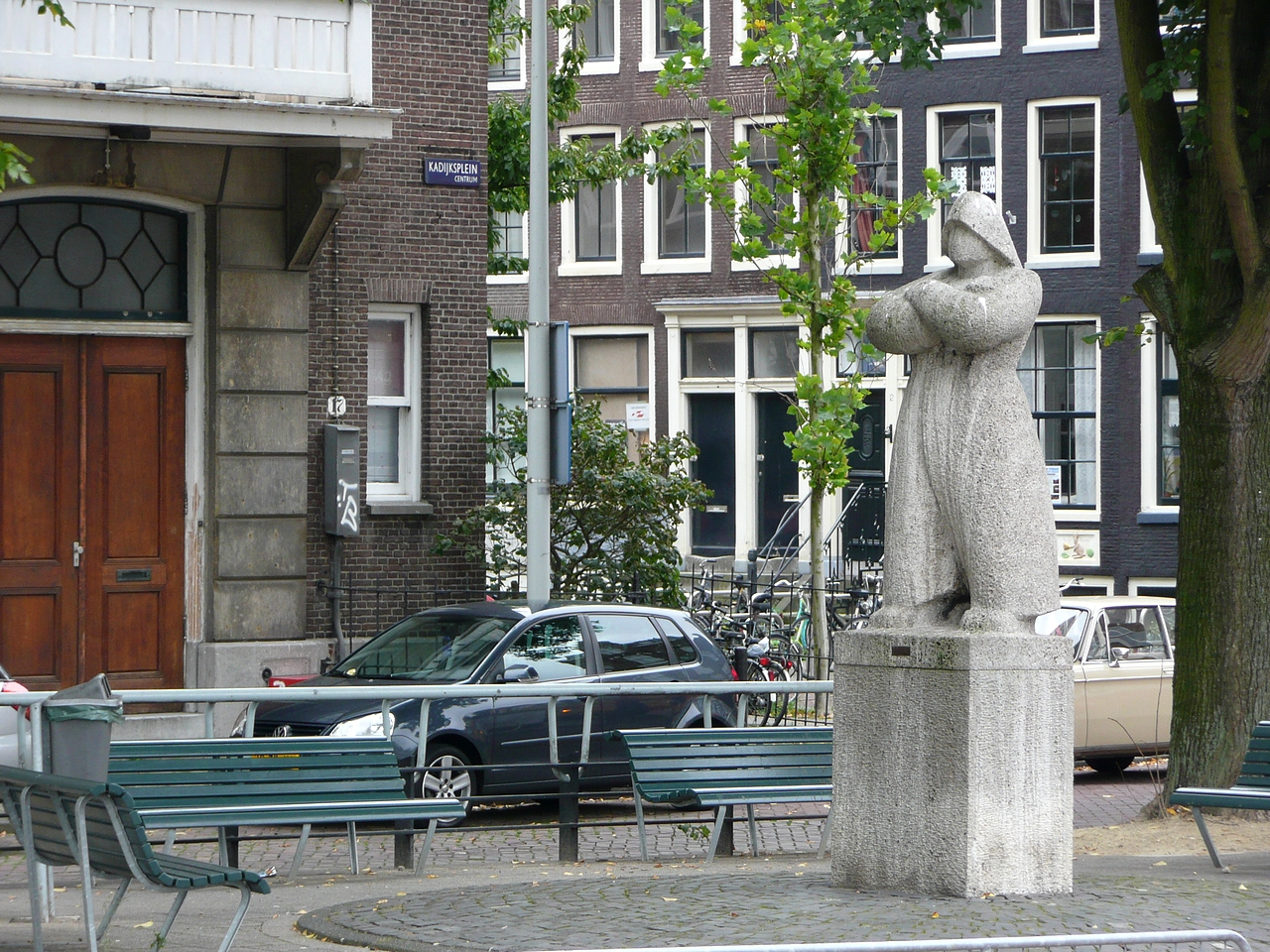
Zeeman (Seeman) von 1980, Amsterdam

Joost Barbiers (* 23. Februar 1949 in Velsen, Niederlande; † 14. November 2015 in Amsterdam) war ein niederländischer Bildhauer.

## Leben und Werk
Barbiers studierte von 1969 bis 1974 Bildhauerei mit Cor Hund und Theresia van der Pant an der Rijksakademie van beeldende kunsten in Amsterdam. Anfänglich arbeitete Barbiers als Steinbildhauer mit Marmor und Kalkstein, später verwendete er mehr Hartgesteine wie Granit. Von 1980 bis 1989 nahm er an verschiedenen Bildhauersymposien in Brač (Kroatien), Carrara (Italien), Pêro-Pinheiro (Portugal), Simbabwe, Irland und in der Bretagne (Frankreich) teil.
Der Künstler wohnte in Amsterdam und arbeitete in seinem Atelier in Ouderkerk aan de Amstel.

## Werke (Auswahl)
- Zeeman (Seemann) von 1979/1980, Kadijksplein in Amsterdam
- Ontmoeting (Begegnung) von 1980, Brač in Kroatien
- Isolement (Isolierung) von 1982, Academisch Medisch Centrum in Amsterdam
- Karyathidenzuil (Karyatidensäule) von 1984, Woonzorgcentrum De Venser in Amsterdam
- Vier brughoofden (Vier Burghöhen)[4] von 1987/88, Burg. Vening Meineszlaan in Amsterdam
- Zonnetafel I (Solarenergietafel I) von 1993, Amersfoort
- Energiebron (Energiequelle) von 1994, Gymnasium Gartz, Deutschland
- Zonneboot (Solarenergie) von 1995, Zegge
- Zonnetafel (Solarenergietafel) von 1997 in Valthe
- Doos van Pandora (Büchse der Pandora) von 1997
- Oerbron (Urquelle) von 1998, Heilig Land Stichting
- Zonneboog (Solarenergiebogen) von 1999, Park in Badhoevedorp
- Huis voor de zon (Haus für die Sonne) von 2001, Park Dubrova in Labin, Kroatien
- Le Pont Perdu (Die verlorene Brücke) von 2003, Wezuperbrug
- Levende Steen (Lebender Stein) von 2004, Sint-Oedenrode